# Sansui
Sansui Electric (山水電気株式会社, Sansui Denki kabushiki-gaisha) is een Japanse fabrikant van audio- en video-apparatuur die sinds 2011 eigendom is van het Chinese Grande Holdings.

## Geschiedenis

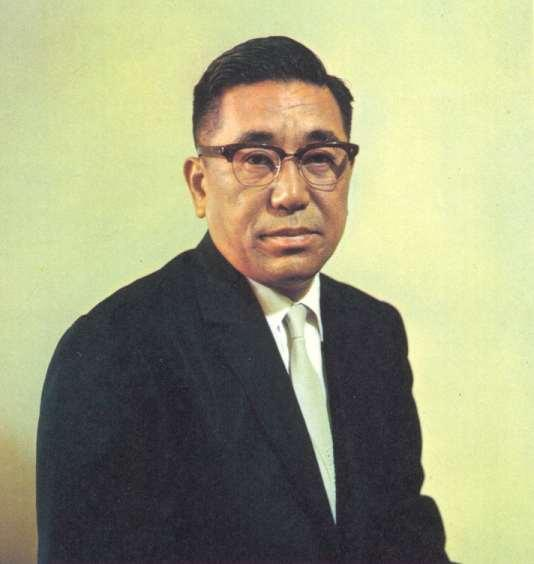
Oprichter Kosaku Kikuchi.

Het bedrijf werd opgericht in 1947 door Kosaku Kikuchi, die daarvoor werkte als distributeur van radio-onderdelen. Vanwege de slechte kwaliteit van deze onderdelen besloot hij om een eigen firma te starten die zich richtte op kwalitatief betere apparatuur.
De naam Sansui betekent in het Japans berg en water.

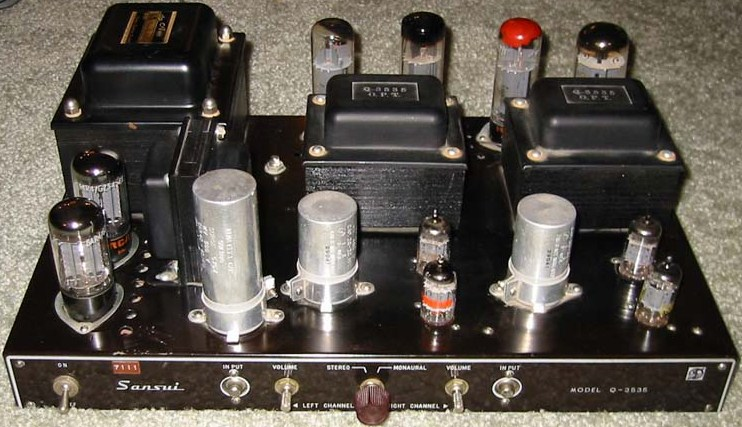
Q-3535 stereoversterker

Sansui startte in de jaren 50 van de twintigste eeuw met een kleine 100 medewerkers en begon met de productie van voor- en eindversterkers. In 1958 verscheen het eerste model van hun voorversterker met elektronenbuis.
Het bedrijf maakte in 1961 een beursgang naar de Tokyo Stock Exchange (TSE).
In 1969 werd Sansui Audio Europe opgericht in België.
Kosaku Kikuchi verliet in 1974 het bedrijf en hij werd opgevolgd door vice-president Kenzo Fujiwara. In juni 1987 kwam er een nieuw bedrijfslogo.
In de jaren 90 werden hoogwaardige versterkers geproduceerd, waaronder populaire modellen als de C-2302 en B-23023, en in 1996 de AU-07 Anniversary.
In 2001 werd het hoofdkantoor in Shi-Yokohama gesloten. Het bedrijf ging vanaf die tijd ook goedkopere consumentenelektronica aanbieden. In augustus 2011 werd Sansui overgenomen door het in Hongkong gevestigde Chinese bedrijf Grande Holdings, dat ook eigenaar werd van merken als Akai en Nakamichi.
Sansui moest in 2014 haar activiteiten stopzetten vanwege bedrijfsverliezen. Een divisie in China bleef na 2014 actief, en in Japan bezit verkooporganisatie Doshisha Co., Ltd. het recht om producten te vervaardigen en te verkopen onder de naam Sansui.